# オースティン (曲)
「オースティン」（Austin）はデヴィッド・ケントとキルスティ・マナによって作詞作曲され、アメリカのカントリー歌手ブレイク・シェルトンが歌った曲。2001年4月にシェルトンのデビュー・シングルとして発売され、セルフタイトルのデビュー・アルバムにも収録されている。
元々最初はジャイアント・レコードから発売されたが、曲のヒット中にレーベルが閉鎖、シェルトンがワーナー・ブラザーズへ移籍するとともに曲も同会社から再発売された。
「オースティン」はシェルトンにとってビルボードでの初のカントリー・チャート首位を記録し、5週連続でその座をキープした。「オースティン」の5週連続首位の記録はビリー・レイ・サイラスが1992年にこちらもデビュー・シングルとして発売した「エイキィ・ブレイキー・ハート」以来。本曲はポップ専門のラジオでも放送されたことによって、Billboard Hot 100でも18位を記録するヒットとなった。後に同チャートで同じほどの成功を収めるのは2011年の「ハニー・ビー」（2011年、第13位）までかかった。
元々「オースティン」はクレイ・ウォーカーに提供されるつもりで制作されていたが、ウォーカーがこれを断った。

## 内容
曲はボーイフレンドと別れた後、オースティンに移住した女性を描く。それから一年も経たないうちに女性は彼に再び連絡をとることを決め、彼に何度も電話するが、彼の電話機が留守電メッセージを再生するばかりであり、彼のいる場所を暗示している。留守電のメッセージはいつも最後に「追伸、電話をかけてきたのがオースティンなら、今でも君を愛している」という文言で終わっており、オースティンとは女性のことを意味する。

## 商業的成功
「オースティン」は2001年4月28日付のビルボードのカントリー・ソング・チャートで58位に初登場し、8月11日に首位を獲得した。そしてトビー・ケイスのシングルに取って代わられるまで、そのまま首位を9月15日付まで記録し続けた。アメリカレコード協会によって2015年2月25日にはゴールド、6月9日にはプラチナ認定を受けている The song has sold 929,000 copies in the U.S. as of January 2016.。

## ミュージック・ビデオ
シェルトンの最初のミュージック・ビデオとなる「オースティン」はディートン・フラニゲン・プロダクションズが監督した。2001年7月17日にカントリーミュージック専門の放送局で初解禁された。

### 週間チャート
| チャート (2001)                  | 最高 順位 |
| -------------------------------- | --------- |
| US Billboard Hot 100             | 18        |
| US Hot Country Songs (Billboard) | 1         |

### 年間チャート
| チャート (2001)                              | 最高順位 |
| -------------------------------------------- | -------- |
| US Billboard Hot 100                         | 76       |
| US カントリー・ソング・チャート (ビルボード) | 9        |

### 認定
| 国/地域                          | 認定        | 認定/売上数 |
| -------------------------------- | ----------- | ----------- |
| アメリカ合衆国 (RIAA)            | 2× プラチナ | 929,000     |
| 認定のみに基づく売上数と再生回数 |             |             |